# Burdhubo
Burdhubo este un oraș din regiunea Gedo, Somalia, reședință a districtului Burdhubo.